# ITF Women's Circuit Chiasso 2012
L'ITF Women's Circuit Chiasso 2012 è stato un torneo di tennis facente parte della categoria ITF Women's Circuit nell'ambito dell'ITF Women's Circuit 2012. Il torneo si è giocato a Chiasso in Svizzera dal 30 aprile al 6 maggio 2012 su campi in Terra rossa e aveva un montepremi di $25,000.

## Vincitori

### Singolare
Amra Sadiković ha battuto in finale  Tereza Mrdeža con il punteggio di 6–3, 6–3

### Doppio
Dar'ja Gavrilova /  Irina Chromačëva hanno battuto in finale  Conny Perrin /  Maša Zec-Peškiric con il punteggio di 6–0, 7–6(1).